# Sheila Lerwill
Sheila Lerwill, född 16 augusti 1928 i London, är en före detta brittisk friidrottare.
Lerwill blev olympisk silvermedaljör i höjdhopp vid sommarspelen 1952 i Helsingfors.